# Pyronia trinacriae
Pyronia trinacriae är en fjärilsart som beskrevs av Hermann Stauder 1928. Pyronia trinacriae ingår i släktet Pyronia och familjen praktfjärilar. Inga underarter finns listade.